# ماکینو ۶۶۰۶
سیارک ۶۶۰۶ (به انگلیسی: 6606 Makino، نامگذاری:1990UF) شش هزار و ششصد و ششمین سیارک کشف شده‌است که در ۱۶ اکتبر ۱۹۹۰ کشف شد.
قدر مطلق سیارک برابر ۱۲٫۴۰ است.